# Heavy (film)
Heavy is een Amerikaanse dramafilm uit 1995 en het regiedebuut van James Mangold, die zelf ook het scenario schreef. De hoofdrollen worden vertolkt door Pruitt Taylor Vince, Liv Tyler, Shelley Winters, Deborah Harry en Joe Grifasi.

## Verhaal
De film speelt zich af in Upstate New York. Victor Modino is een dertiger die als kok werkt in het wegrestaurant van zijn moeder en inmiddels overleden vader. Hij is verlegen en heeft door zijn overgewicht een laag zelfbeeld. Zijn leven verandert wanneer op een dag Callie, een jonge vrouw die net school verlaten heeft, door zijn moeder in dienst genomen wordt als serveerster.

## Rolverdeling
| Acteur              | Personage                |
| ------------------- | ------------------------ |
| Pruitt Taylor Vince | Victor Modino            |
| Liv Tyler           | Callie                   |
| Shelley Winters     | Dolly Modino             |
| Deborah Harry       | Delores                  |
| Joe Grifasi         | Leo                      |
| Evan Dando          | Jeff                     |
| David Patrick Kelly | Grey Man in the Hospital |
| J.C. MacKenzie      | Gas Man                  |

## Productie
Heavy is de debuutfilm van regisseur en scenarioschrijver James Mangold. Hij liet zich voor het verhaal inspireren door een oud-klasgenoot van hem, die net als de protagonist in de film zwaarlijvig was en samen met zijn moeder een wegrestaurant uitbaatte. Het was zijn bedoeling om een film te maken over een onconventioneel hoofdpersonage en zonder de uitstraling van een Hollywoodfilm.
Mangold schreef het script in 1991, tijdens zijn filmstudies aan Columbia University en onder het mentorschap van regisseur Miloš Forman. Hij beschouwde het project als een 'stille film met geluid' en liet zich inspireren door films als Hud (1963) en The Last Picture Show (1971).
De film ging op 20 januari 1995 in première op het Sundance Film Festival, waar Mangold bekroond werd met de Special Jury Prize en Grand Jury Prize.